# Guido Cagnacci

La morte di Cleopatra, 1660 circa, Vienna, Kunsthistorisches Museum.

Guido Cagnacci (Santarcangelo di Romagna, 19 gennaio 1601 – Vienna, 1663) è stato un pittore italiano.

## Biografia
Definito da alcune fonti artista bizzarro e stravagante, in quanto eccelse nell'arte pittorica precorrendo il futuro, scoprendo i corpi più santi e pii rappresentandone le passioni proibite, nasce nel 1601 a Santarcangelo di Romagna, cittadina sulla via Emilia a una decina di chilometri da Rimini. Non sappiamo chi sia stato il suo primo maestro, ma tra il 1618 e il 1621 è mantenuto dal padre a Bologna per apprendere l'arte della pittura, probabilmente presso Ludovico Carracci o un artista della sua cerchia.
Importanti furono anche due soggiorni romani, nel secondo dei quali, tra il 1621 e il 1622, fu a fianco del Guercino. I suoi primi dipinti documentati sono due tele, la Processione del Santissimo Sacramento e il San Sisto Papa, conservate presso il museo di Saludecio e del beato Amato attiguo alla chiesa di San Biagio di Saludecio, del 1627. Dal 1623 al 1648 la sua attività si svolge soprattutto in Romagna, un periodo che vede l'affermarsi della fama dell'artista, ma anche segnato da avvenimenti turbolenti, come un tentativo di fuga con una giovane e chiacchierata vedova della nobile famiglia Stivivi, Teodora, per il quale nel 1628 Guido è bandito da Rimini.

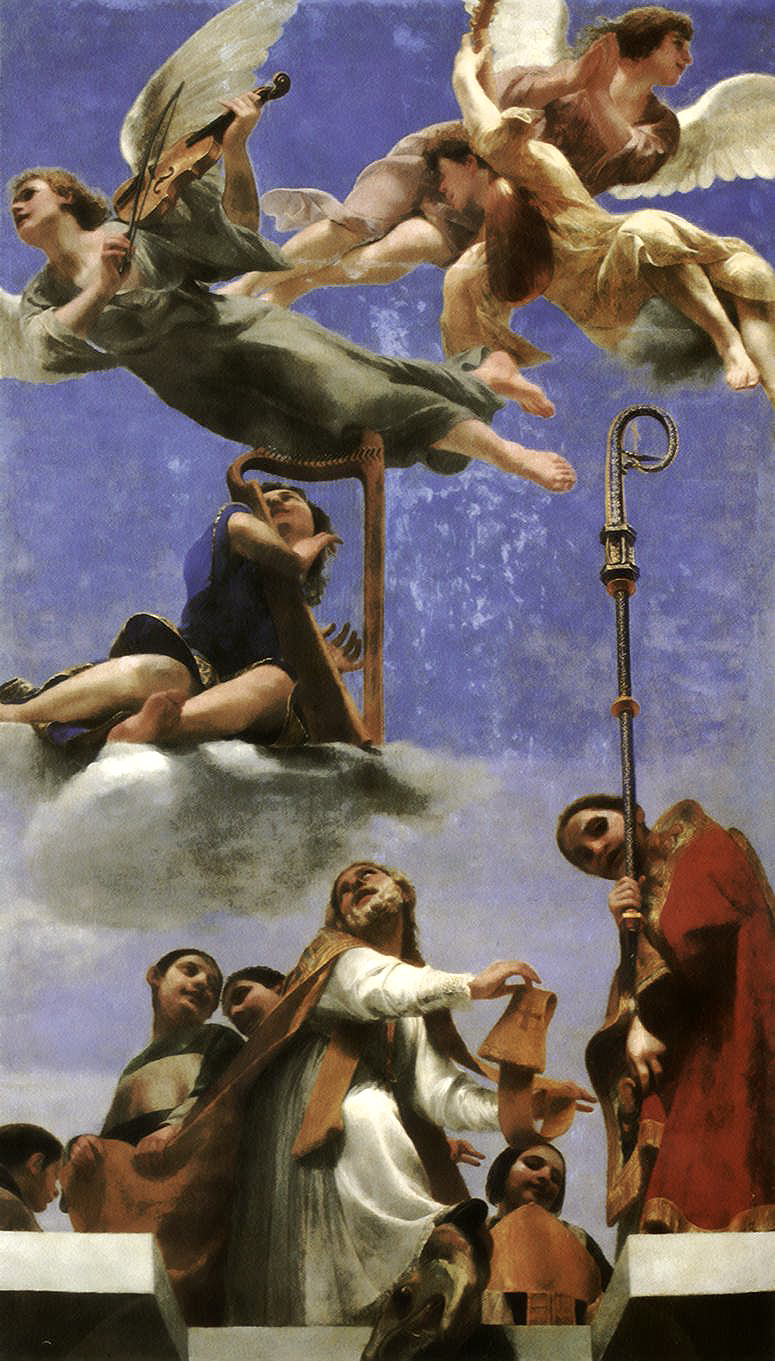
Guido Cagnacci: Gloria di san Mercuriale, Forlì, Pinacoteca civica

A Santarcangelo gode della protezione di monsignor Bettini, che nel 1635 gli commissiona la pala con San Giuseppe e Sant'Egidio per la confraternita dei Falegnami e dei Fabbri, spartiacque tra la fase giovanile e la maturità, che lo vedrà rivolgersi soprattutto verso i grandi maestri emiliani, e in particolare Guido Reni e il Guercino.
Nel 1643 lavora ai dipinti del duomo di Forlì con San Valeriano e San Mercuriale, mentre nel 1647 è a Faenza, in relazione con la potente famiglia Spada. A Forlì è anche la tela San Giuseppe in estasi, nella chiesa di San Giuseppe dei falegnami.
Con il 1648 termina l'attività romagnola, e si stabilisce a Venezia con il nuovo nome di "Guido Canlassi da Bologna". A questo punto si datano molti dei suoi dipinti con figure femminili e soggetti profani. Su invito dell'imperatore Leopoldo I, verso il 1660 si trasferisce a Vienna, dove muore nel 1663. Alla corte imperiale dipinge la sua opera più celebre, La morte di Cleopatra. La versione finale, con le ancelle sullo sfondo, è conservata al Kunsthistorisches Museum di Vienna, mentre alla Pinacoteca di Brera si conserva una versione con la sola regina morente, di forte sensualità.

## Mostre ed esposizioni
La città di Forlì ha organizzato una mostra "Guido Cagnacci, protagonista del Seicento tra Caravaggio e Reni", allestita ai Musei in San Domenico dal 20 gennaio al 22 giugno 2008.
La Pinacoteca civica di Forlì ha acquistato un dipinto allegorico del Cagnacci, la Allegoria dell'Astrologia sferica, mentre il dipinto Fiasca con fiori, sempre della Pinacoteca forlivese, ha in Cagnacci solo uno dei possibili autori.